# David Concepción
David Ismael Concepción Benítez, conocido también como Dave Concepción y apodado como "El Rey David" (Ocumare de la Costa, estado Aragua, 17 de junio de 1948) es un exbeisbolista venezolano que defendía el campocorto en el equipo de Cincinnati Reds en las Grandes Ligas de Béisbol y en su natal Venezuela con el equipo Tigres de Aragua (LVBP).
Concepción firmó con los Cincinnati Reds, siguiendo los pasos de sus héroes de infancia Alfonso Carrasquel y Luis Aparicio. Concepción jugó originalmente como lanzador para luego convertirse en uno de los más grandes campocortos de las Grandes Ligas. Portando el número 13, debutó el 6 de abril de 1970. Durante los primeros tres años compartió la posición con Woody Woodward y Darrel Chaney.
En 1973, Concepción deslumbró al bate y a la defensiva logrando obtener la posición definitivamente. 
Luego de una lesión a mitad de temporada, Concepción regresó a su posición en 1974, jugando ese año 160 juegos y ganando el primero de sus cinco Guantes de Oro.
Concepción formó parte de la gran maquinaria roja, junto con Pete Rose, Johnny Bench, Joe Morgan, Tony Pérez, Ken Griffey, Sr., George Foster y César Gerónimo, ganando dos series mundiales en 1975 y 1976.
El 13 de julio de 1982, en Montreal, durante el juego de las estrellas, Concepción fue nombrado Most Valuable Player.
David Concepción es autor del primer y único tripleplay efectuado sin asistencia por jugador alguno en la historia de la Liga Venezolana de Béisbol Profesional, a la altura del octavo inning en un juego entre su equipo, Tigres de Aragua, contra Cardenales de Lara, celebrado en el estadio Antonio Herrera Gutiérrez de Barquisimeto, el 14 de diciembre de 1987.
En 1983, Concepción fue nombrado capitán del equipo por su actitud de juego limpio y sus dotes de líder.
Debido a lesiones, Concepción jugó solo parte de las temporadas desde 1983 para retirarse definitivamente en 1988.
En la temporada 1989-90 de la LVBP tuvo su primera y única experiencia como mánager de los Tigres de Aragua, mas la suerte no estuvo de su lado, pues el equipo dejó un récord negativo de 20 victorias por 40 reveses, ubicándose en el sótano de la tabla de posiciones.
En Venezuela también vistió las camisetas de los equipos Tiburones de La Guaira y Leones del Caracas, pero solo lo hizo en calidad de refuerzo para la Serie del Caribe y en el primero de estos equipos en 1982 lo hizo en calidad de préstamo.  
En el año 2000 los Rojos de Cincinnati lo incluyeron en su Salón de la Fama y el 25 de agosto de 2007 le retiraron su famoso número "de la buena suerte": el 13. Siendo apenas el segundo Venezolano con ese mérito (el otro fue Luis Aparicio con el número 11 de los Chicago White Sox). Cabe destacar que también está retirado su número 13 en la camiseta de los Tigres de Aragua, hecho que se consumó el día 17 de diciembre de 1991 en el marco del Juego de Las Estrellas celebrado ese año en el Estadio José Pérez Colmenares de Maracay. Marcando de esta forma su retiro definitivo de los campos de béisbol.

## Logros más resaltantes
- 9 Juego de las estrellas,
- 2 Serie Mundial,
- 5 Guantes de Oro,
- 12 años como jugador de la posición campocorto,
- 3 Campeonatos conquistados con los Tigres de Aragua (LVBP),
- Salón de la Fama del Béisbol de los Rojos de Cincinnati,
- Número retirado (13) de los Rojos de Cincinnati el 25 de agosto de 2007

### Estadísticas de bateo
| Año   | Equipo | Juegos | VB   | C   | H    | HR  | CE  | AVG  |
| 1970  | CIN    | 101    | 265  | 38  | 69   | 1   | 19  | .260 |
| 1971  | CIN    | 130    | 327  | 24  | 67   | 1   | 20  | .205 |
| 1972  | CIN    | 119    | 378  | 40  | 79   | 2   | 29  | .209 |
| 1973  | CIN    | 89     | 328  | 39  | 94   | 8   | 46  | .287 |
| 1974  | CIN    | 160    | 594  | 70  | 167  | 14  | 82  | .281 |
| 1975  | CIN    | 140    | 507  | 62  | 139  | 5   | 49  | .274 |
| 1976  | CIN    | 152    | 576  | 74  | 162  | 9   | 69  | .281 |
| 1977  | CIN    | 156    | 572  | 59  | 155  | 8   | 64  | .271 |
| 1978  | CIN    | 153    | 565  | 75  | 170  | 6   | 67  | .301 |
| 1979  | CIN    | 149    | 590  | 91  | 166  | 16  | 84  | .281 |
| 1980  | CIN    | 156    | 622  | 72  | 162  | 5   | 77  | .260 |
| 1981  | CIN    | 106    | 421  | 57  | 129  | 5   | 67  | .306 |
| 1982  | CIN    | 147    | 572  | 48  | 164  | 5   | 53  | .287 |
| 1983  | CIN    | 143    | 528  | 54  | 123  | 1   | 47  | .233 |
| 1984  | CIN    | 154    | 531  | 46  | 130  | 4   | 58  | .245 |
| 1985  | CIN    | 155    | 560  | 59  | 141  | 7   | 48  | .252 |
| 1986  | CIN    | 90     | 311  | 42  | 81   | 3   | 30  | ,260 |
| 1987  | CIN    | 104    | 279  | 32  | 89   | 1   | 33  | .319 |
| 1988  | CIN    | 84     | 197  | 11  | 39   | 0   | 8   | .198 |
| Total |        | 2488   | 8723 | 993 | 2326 | 101 | 950 | .267 |

| VB | Veces al bate      | C  | Carreras          |
| H  | Hits               | HR | Home Runs         |
| CE | Carreras empujadas | P  | Promedio de bateo |

Véase también: Anexo:Venezolanos en las Grandes Ligas de Béisbol